# Haplocytheridea
Haplocytheridea is een geslacht van kreeftachtigen uit de klasse van de Ostracoda (mosselkreeftjes).

## Soorten
- Haplocytheridea agilis  (Guan, 1978) Gou, Zheng & Huang, 1983 †
- Haplocytheridea akkuratae (Urvanova, 1965) Scheremeta, 1969 †
- Haplocytheridea berryi Swain, 1952 †
- Haplocytheridea bilobata (Triebel, 1938) Stchepinsky, 1955 †
- Haplocytheridea brevis (Cornuel, 1846) Stchepinsky, 1955 †
- Haplocytheridea bruceclarki (Israelski, 1929) Chimene & Maddocks, 1984 †
- Haplocytheridea carolinensis (Brown, 1957) Coryell, 1963 †
- Haplocytheridea cavernosa Crane, 1965 †
- Haplocytheridea chipolensis (Stephenson, 1938) Puri, 1954 †
- Haplocytheridea choctawhatcheensis (Howe & Chambers, 1935) Puri, 1954
- Haplocytheridea collei Stephenson, 1944 †
- Haplocytheridea corrugata (Chochlova, 1961) Nikolaeva, 1978 †
- Haplocytheridea councilli (Brown, 1957) Coryell, 1963 †
- Haplocytheridea debilis (Jones, 1857) Keen, 1973 †
- Haplocytheridea dibulla Crane, 1965 †
- Haplocytheridea dilatipuncta (Crane, 1965) Chimene & Maddocks, 1984 †
- Haplocytheridea ellisi Stephenson, 1946 †
- Haplocytheridea elongata (Sharapova, 1939) Howe & Laurencich, 1958 †
- Haplocytheridea eutawensis Puckett, 1994 †
- Haplocytheridea everetti (Berry, 1925) Howe & Laurencich, 1958 †
- Haplocytheridea flava (Sharapova, 1939) Howe & Laurencich, 1958 †
- Haplocytheridea fornicata (Alexander, 1934) Smith (J. K.), 1978 †
- Haplocytheridea gardnerae (Stephenson, 1938) Puri, 1954 †
- Haplocytheridea gigantea Benson & Coleman, 1963
- Haplocytheridea gilletae Stchepinsky, 1960 †
- Haplocytheridea globosa (Alexander, 1929) Howe & Laurencich, 1958 †
- Haplocytheridea goochi (Stephenson, 1942) Blake, 1950 †
- Haplocytheridea grangerensis Howe & Laurencich, 1958 †
- Haplocytheridea graysonensis (Alexander, 1929) Swain, 1952 †
- Haplocytheridea guatemalensis (Bold, 1946) Bold, 1963 †
- Haplocytheridea habropapillosa (Sutton & Wiliams, 1939) Stephenson, 1944 †
- Haplocytheridea halosticta Crane, 1965 †
- Haplocytheridea hammondensis Swain, 1951
- Haplocytheridea helvetica (Lienenklaus, 1895) Goerlich, 1953 †
- Haplocytheridea henisensis Keij, 1955 †
- Haplocytheridea hopkinsi (Howe & Garrett, 1934) Swain, 1952 †
- Haplocytheridea houghi Butler, 1963 †
- Haplocytheridea insolita (Alexander & Alexander, 1933) Howe & Laurencich, 1958 †
- Haplocytheridea iota Stephenson, 1945 †
- Haplocytheridea israelskyi Stephenson, 1944 †
- Haplocytheridea keyseri Jain, 1978
- Haplocytheridea leei (Howe & Garrett, 1934) Schmidt, 1948 †
- Haplocytheridea levantensis Brenner, 1976 †
- Haplocytheridea linguaeforma Moos, 1970 †
- Haplocytheridea lunarea Swain & Brown, 1964 †
- Haplocytheridea mansfieldi (Stephenson, 1938) Puri, 1954 †
- Haplocytheridea mantelli Keen, 1973 †
- Haplocytheridea mariannensis (Stephenson, 1938) Puri, 1954 †
- Haplocytheridea monmouthensis (Berry, 1925) Swain, 1952 †
- Haplocytheridea montgomeryensis (Howe & Chambers, 1935) Stephenson, 1946 †
- Haplocytheridea montosa (Jones & Sherborn, 1889) Keen, 1968 †
- Haplocytheridea moodyi (Howe & Garrett, 1934) Stephenson, 1946 †
- Haplocytheridea mossomi Stephenson, 1945 †
- Haplocytheridea mulleroidea Swain, 1963 †
- Haplocytheridea multiclefta Swain & Brown, 1964 †
- Haplocytheridea multicristata Poag, 1972 †
- Haplocytheridea multilira (Schmidt, 1948) Brouwers & Hazel, 1978 †
- Haplocytheridea nallampattuensis Sastry & Mamgain, 1972 †
- Haplocytheridea nanifaba Crane, 1965 †
- Haplocytheridea nowotnyi Stephenson, 1946 †
- Haplocytheridea okaloosensis (Stephenson, 1938) Puri, 1954 †
- Haplocytheridea ovata (Zalanyi, 1959), 1959 †
- Haplocytheridea parva Kubiatowicz, 1983 †
- Haplocytheridea parvasulcata (Swain, 1948) Coryell, 1963 †
- Haplocytheridea pechelbronnensis Stchepinsky, 1960 †
- Haplocytheridea pectinata (Lienenklaus, 1894) Gramann & Moos, 1969 †
- Haplocytheridea pernota (Oertli & Keij, 1955) Langer, 1967 †
- Haplocytheridea pinguis (Jones, 1857) Wilkinson, 1980 †
- Haplocytheridea pinochii (Jennings, 1936) Schmidt, 1948 †
- Haplocytheridea plummeri (Alexander, 1929) Schmidt, 1948 †
- Haplocytheridea proboscidiala (Edwards, 1944) Puri, 1954 †
- Haplocytheridea punctatella (Bosquet, 1852) Keij, 1957 †
- Haplocytheridea punctura Schmidt, 1948 †
- Haplocytheridea rayburnensis Butler & Jones, 1957 †
- Haplocytheridea rectangularia Poag, 1972 †
- Haplocytheridea robusta Wood et al., 1992
- Haplocytheridea rodewaldensis (Triebel, 1938) Coryell, 1963 †
- Haplocytheridea sabinensis (Howe & Garrett, 1934) †
- Haplocytheridea saurashtrensis (Tewari & Tandon, 1960) Jain, 1981 †
- Haplocytheridea seminulum (Reuss, 1850) Buryndina, 1970 †
- Haplocytheridea solenica Nikolaeva, 1985 †
- Haplocytheridea stenzeli (Stephenson, 1942) Stephenson, 1944 †
- Haplocytheridea stuckeyi Stephenson, 1946 †
- Haplocytheridea ulrichi (Berry, 1925) Schmidt, 1948 †
- Haplocytheridea variolata (Triebel, 1938) Coryell, 1963 †
- Haplocytheridea wadei (Stephenson, 1941) Puri, 1954
- Haplocytheridea wallacei (Howe & Garrett, 1934) Stephenson, 1946 †
- Haplocytheridea waltonensis (Stephenson, 1938) Puri, 1954 †
- Haplocytheridea wilmingtonensis (Brown, 1957) Coryell, 1963 †
- Haplocytheridea woodringi Bold, 1973 †
- Haplocytheridea xuwenensis Gou & Zheng in Gou, Zheng & Huang, 1983 †